# Ким Сонхян
Ким Сонхян (кор. 김선향, р.9 апреля 1997) — северокорейская спортсменка, борец вольного стиля, призёрка чемпионатов мира, Азии и Азиатских игр.

## Биография
Родилась в 1997 году. В 2017 году стала серебряной призёркой чемпионата Азии и бронзовой призёркой чемпионата мира. В 2018 году завоевала бронзовую медаль Азиатских игр.